# Крампе, Вера Ивановна
Вера Ивановна Кра́мпе (1907—1977) — советская латышская оперная певица (сопрано). народная артистка Латвийской ССР (1954).

## Биография
Родилась 7 (20 июля) 1907 года в Риге (ныне Латвия). В 1932 году окончила Латвийскую консерваторию (класс Ф. Коррадо), выступала в качестве солистки театра оперы и балета города Лиепая, а с 1940 года — ГАТОБ Латвийской ССР. Член ВКП(б) с 1948 года. В период Великой Отечественной войны, будучи в эвакуации, выступала в качестве ведущей солистки на сцене театра оперы и балета имени Я. М. Свердлова (Ташкент), Государственного Художественного Ансамбля Латвийской ССР, эвакуированного в Иваново. Участница артистических бригад, выступавших в действующих частях РККА и в тылу. В 1944 году вернулась на сцену своего театра, в 1945 году начала педагогическую деятельность в ЛГК сначала в должности старшего преподавателя, а с 1955 года — доцента вокальной кафедры. В 1960 году переехала в Новосибирск, где также работала в НГК имени М. И. Глинки. В 1962 году переехала в Саратов, была доцентом СГК имени Л. В. Собинова. В 1965 году вновь в НГК имени М. И. Глинки.
Умерла 24 февраля 1977 года.

## Оперные партии
- «Рута» Н. Э. Грюнфельда — Рута
- «Огни мщения» Э. А. Каппа — Сайма
- «Семья Тараса» Д. Б. Кабалевского — Антонина
- «Борис Годунов» М. П. Мусоргского — Марина Мнишек
- «Пиковая дама» П. И. Чайковского — Лиза
- «Князь Игорь» А. П. Бородина — Ярославна
- «Сказание о невидимом граде Китеже и деве Февронии» Н. А. Римского-Корсакова — Феврония
- «Русалка» А. С. Даргомыжского — Наташа
- «Трубадур» Дж. Верди — Леонора
- «Аида» Дж. Верди — Аида
- «Тоска» Дж. Пуччини — Тоска

## Награды и премии
- Орден Трудового Красного Знамени (1950)
- Орден «Знак Почёта» (1956)[1]
- народная артистка Латвийской ССР (1954)
- Сталинская премия второй степени (1950) — за исполнение партии Марины Мнишек в оперном спектакле «Борис Годунов» М. П. Мусоргского (1949) на сцене ГАТОБ Латвийской ССР